# Acontia ochrochroa
Acontia ochrochroa là một loài bướm đêm trong họ Noctuidae.